# Chiesa di San Filiberto
La chiesa di San Filiberto è un edificio religioso situato ad Alzo, frazione di Pella, in provincia e diocesi di Novara; è l'unica chiesa in Italia dedicata a San Filiberto.

## Storia
L'edificio risale al XI secolo e si presenta ad un un'unica navata, la facciata a capanna e con l'abside rivolta ad est verso il lago in direzione dell'approdo tuttora esistente.
La chiesa è costruita su un terreno in pendenza che nel 2016 ha iniziato a mostrare segni di cedimento dando origine ad alcune crepe nell'abside, il lato settentrionale è stato puntellato, successivamente l'edificio è stato oggetto di opere di consolidamento concluse nel novembre del 2018.

## Descrizione
Fronteggia la chiesa il campanile romanico a pianta quadrata con feritoie sulla parte inferiore, due ordini di bifore sovrastate da archetti pensili e il tetto in piode.
Il sagrato è circondato da quattordici cappelle raffiguranti la Via Crucis edificate nel 1794